# Ugo De Siervo
Ugo De Siervo (Savona, 20 febbraio 1942) è un giurista italiano, presidente della Corte costituzionale dal 10 dicembre 2010 al 29 aprile 2011.

## Biografia
Allievo di Paolo Barile, è stato professore ordinario di diritto costituzionale presso l'Università degli Studi di Firenze e componente dell'Autorità garante per la protezione dei dati personali.
Il 24 aprile 2002 è stato eletto alla Corte costituzionale dal Parlamento in seduta comune: nei suoi studi di storia del diritto costituzionale, peraltro, aveva individuato ascendenze, proprio nell'eziologia della Corte, anche in un documento denominato “Linee di ricostruzione”, redatto da Alcide De Gasperi in collaborazione con Giuseppe Spataro e Giovanni Gronchi.
Ha assunto le sue funzioni dopo aver giurato il 29 aprile dello stesso anno. Il 25 febbraio 2009, il neoeletto presidente Francesco Amirante lo ha nominato vicepresidente.
Il 10 dicembre 2010 viene eletto presidente della Corte costituzionale. Cessa dalla carica il 29 aprile 2011.
Dal dicembre 2011 è collaboratore del quotidiano La Stampa.
Ha dichiarato apertamente il suo sostegno alle ragioni del no alla riforma costituzionale sottoposta al referendum del 4 dicembre 2016, mentre in occasione del referendum costituzionale del 2020 ha sposato le motivazioni del sì.

## Opere
- Paolo Caretti e Ugo De Siervo, Diritto costituzionale e pubblico, Torino, Giappichelli Editore, 2012.
- Ugo De Siervo, Osservatorio sulle fonti, Torino, Giappichelli Editore, 1999/2000/2001.
- Mario Ascheri, Vincenzo Atripaldi, Carlo Colapietro, Ugo De Siervo, Mario Dogliani, Roberto Romboli, Antonio Ruggeri e Paolo Carnevale, La Giustizia costituzionale fra memoria e prospettive. A cinquant'anni dalla pubblicazione della prima sentenza della Corte Costituzionale, Torino, Giappichelli Editore, 2008.
- Alberto Germanò, Ugo De Siervo, Giovanni Iudica e Francesco Carlo Palazzo, Manuale di diritto agrario, Torino, Giappichelli Editore, 2010.